# Segno di Graefe
Il segno di Graefe – il cui eponimo è l'oftalmologo tedesco Albrecht von Graefe – è caratterizzato dall'immobilità o dalla retrazione della palpebra superiore nel movimento dell'occhio verso il basso. È un segno tipico nelle persone con esoftalmo dovuto al morbo di Basedow-Graves.
Lo pseudo-segno di Graefe (o segno di Fuch) mostra una retrazione simile, ma potrebbe essere dovuto piuttosto una rigenerazione anomala di assoni del nervo oculomotore (III) che raggiungono il muscolo elevatore superiore delle palpebre, ma che originariamente non sono destinati a tale muscolo, o del nervo trocleare (IV), normalmente non connesso a esso. Lo pseudo-segno di Graefe è presente nella paramiotonia congenita e si manifesta più spesso in un solo occhio, per ragioni non ancora chiarite.